# Axel Pedersen (Tott)

Ätten T(h)otts vapen.

Axel Pedersen av ätten Tott (skrev sig till Härlöv i Skåne), död mellan 24 november 1446 och 25 januari 1447 på Varbergs slott, var ett danskt riksråd. Han var son till Peder Axelsson till Herlev och Juliane Pedersdotter Grubbe.
Axel Pedersen uppträder i dokument första gången 1390. Han blev dubbad till riddare någon gång mellan 14 december 1395 och 6 juli 1397, sannolikt i samband med Erik av Pommerns kröning i Kalmar 17 juni 1397. Någon gång före 1416 blev han danskt riksråd, och 1410 innehade han Elleholms slott med tillhörande jord som pantlän. Axel Pedersen var hövitsman på Helsingborgs slott 1414, hövitsman på Varberg borg 1415, ett än han innehade under största delen av sitt liv. Var möjligen den sista danska riksråd som sade då upp unionskung Erik av Pommern sin tro och lydnad, även efter att hans söner hade gjort det och endast under hot om en belägring av Varberg, men fick beviljat Varberg borg och län av nya kungen Kristoffer. Faktisk fick han slottet i livstid och kunde behålla länet sex år efter sin död för en av sönerna. Efter sin död begravdes han i Varbergs Gamlebys kyrka.

## Verksamhet
Axel Pedersen tillhörde den förmögna skånska aristokratin, och började på 1390-talet framträda i den skandinaviska politiken som anhängare till drottning Margareta och Erik av Pommern. Han deltog i viktigare rådslag och beslut; så var han till exempel med vid fredsuppgörelsen mellan drottningen och Albrekt av Mecklenburg på sommaren 1395 i Lindholmens slott och som riddare vid det viktiga unionsmötet i juli 1397 i Kalmar. Han satte då sitt sigill till val-akten av Erik av Pommern som kung i Danmark, Norge och Sverige, och bekräftade 1401 drottning Margaretas testamente. I det följande var han tydligtvis unionsmonarkernas högt betrodde tjänare. Han representerade alltså vid denna tid konung Erik på viktiga kustfästen och uppbördsplatser invid den viktiga Öresundsfarleden i Danmark östansunds. Då han 1419 satte sitt sigill till traktaten mellan de nordiska unionsrikena och Polen, gjorde han det i egenskap av hövitsman på Varberg, Falkenberg, Skanör och Falsterbo. Han satte sitt sigill till förbundet med hansestäderna 1423 och var med rikshovmästaren och kanslern kungens advokat i Flensburg mot hertigdomarna. Även under följande år återfinns han som Eriks av Pommern troman och medhjälpare i både diplomatiska och krigiska värv, inte minst under striden med hansestäderna. Mellan 1423-25 var han med i kungens följd i dennes utlandsresa och november 1424 skickades han som ambassadör tillsammans med Erik Gyldenstierne och Erik Banner för att träffas i Ofen och förhandla, med kejsare Sigismund som mäklare, representanterna för Holstein för att lösa frågan om Schleswigs tillhörighet. År 1428 nämns han som ledare för en större flotta (80 fartyg, mestadels små, dåligt bemannade, enligt Stralsunds källor) som skulle uppbringa hansestädernas fartyg. Var med kungen i Sverige 1430, förhandlade i Kalundborg med engelska sändebud 1433. Som belöning för sina insatser erhöll Axel år 1433 i gåva av kungen en gård i Malmö. Under Engelbrektsupproret 1434 överlämnade han Varberg mot halva inkomsten. Deltog i förhandlingarna i Halmstad med svenskarna 1435 och var med kungen i Stockholm. Som ett vittnesbörd om hans höga ställning hos kung Erik av Pommern kan noteras att i det föreslagna avtalet om en förnyelse av Kalmarunionen omkring 1436, efter de tre ärkebiskoparna från de tre kungadömena, är den första i raden av de världsliga riksråds medlemmarna som nämns Axel Pedersen, danskt riksråd, följt av Krister Nilsson (Vasa), svensk riksråd och drots, och Endred Erlandsson, norsk riksråd. Samma år var han närvarande vid överenskommelse i Vordingborg mellan den kungen och Adolf VIII av Holstein, där Adolf säkrade för sig hertigdömet Schleswig, medan hansastäderna under Lübecks ledning avslutade de krigiska konflikterna som varade sedan 1425. I freden fick hansestäderna sina privilegier bekräftade, särskilt för handel i Bergen. Slutligen inträffade han vid det stora mötet mellan danskarna, hansestäderna och svenskarna i Kalmar i sensommaren 1436.

## Familj
Axel Pedersen blev efter ett tidigare giftermål med Cathrine Krognos senast 1418, sannolikt flera år tidigare, omgift med Ingeborg Ivarsdotter, dotter till riddaren, riksrådet och lagmannen Ivar Nilsson och Margareta Tordsdotter (Bonde).
Deras söner kallades "Axelssönerna" och spelade en mycket betydande politisk roll i Sverige under senare hälften av 1400-talet:
- I första giftet med Cathrine Krognos

1. Peder Axelsson (Tott)
2. Olof Axelsson (Tott)
3. Åke Axelsson (Tott)
4. Kettil Axelsson (Tott)

- I andra giftet med Ingeborg Ivarsdotter

1. Erik Axelsson (Tott)
2. Ivar Axelsson (Tott)
3. Filip Axelsson (Tott)
4. Laurens Axelsson (Tott)
5. Anders Axelsson (Tott)